# Tarinkot (huyện)
Tirin Kot là một huyện thuộc tỉnh Oruzgan, Afghanistan. Dân số thời điểm năm 1999 là 62,692 người.